# 阳关葡萄
阳关葡萄，也称敦煌葡萄，是中华人民共和国甘肃省敦煌市阳关镇的土特产葡萄。

## 特点
敦煌当地有葡萄生产及运输的历史可追溯到汉朝张骞通西域，之后葡萄陆续经敦煌传入中原。北魏时期当地有规模种植的记载。1978年，文化部部长黄镇在参观阳关葡萄时，题词“阳关新田”。1998年，敦煌市葡萄酒业有限责任公司成立。阳关葡萄早年种植白珍珠、白水晶、马奶子、喀什红、玫瑰香等品种，后改种红地球葡萄等。因温差较高，口感鲜美，可以用于风干或酿酒。
2008年9月6日至9月8日，敦煌当地政府举办“中国·敦煌第一届葡萄文化节”，通过举办葡萄节发展其产业。与此同时敦煌提出建设西北葡萄生产基地，并注册“阳关牌”、“敦煌牌”葡萄品牌，其无核白葡萄、红地球葡萄被中国农学会葡萄分会评为“中华名果”。2009年，敦煌市葡萄累计种植面积0438万hm²，其中以无核白、红地球为主的葡萄累计面积达0.425万hm²，葡萄总产量6703万kg，总产值15186万元。2010年，全市葡萄累计面积0.54万hm²，总产量7089万kg。2010年，敦煌葡萄获得国家农产品地理标志登记。

## 相关
- 阳关林场风波
- 李广杏
- 紫阳桃
- 鸣山大枣